# 영풍 (기업)
영풍(永豊, Young poong)은 아연괴 및 기타 유가금속(금, 은 등 값이 나가는 유색 금속의 통칭) 등을 제련하는 사업을 영위하고 있는 코스피 상장기업이다. 영풍그룹의 지주회사이며, 코스피200 지수 구성 종목이기도 하다.
1949년 11월 26일 황해도 출신의 장병희 와 최기호가 "수출산업과 수출진흥을 통한 한국 경제 진흥" 을 창업이념으로 하는 합명회사 영풍기업은 사업을 시작한지 반년만에 한국전쟁으로 사업을 접었다가 1951년 부산에서 다시 손을 잡아 철광석 등을 일본으로 수출하는 충주철산개발공사를 세운 후 사세가 확장되자 1953년 각 계열사 이름을 영풍으로 통합했다.
농수산물 수출, 지하자원 개발 및 철광석 수출로 '수출의 날' 대통령 표창 3회, 동탑산업훈장, 은탑산업훈장을 수상한 상사 기업으로 두각을 드러내다 일제강점기 미쓰비시(三菱)가 개발하다 해방 후 국유화된 연화광산을 1960년 12월 국유광업권 공매를 통해 인수했다. 연화광산(1998년 폐광)에서 채굴한 아연과 납을 일본으로 수출하면서 굴지의 광산업체로 성장하였다. 수입에 의존하던 아연괴를 자체 생산하기 위해 1970년 10월 낙동강 상류인 경상북도 봉화군 석포면에 영풍상사 석포제련소를 설립하여 제련업으로 진출했다. 현재 석포제련소는 세계 1위와 4위의 아연제련업체로 도약했으며 국내 아연시장 점유율은 2019년 기준 석포제련소 36%이다.
봉화군 석포면의 깊은 산골짜기에 있어서 오랫동안 일반인에게 알려지지 않았지만 영풍이 아연제련소 건설을 추진할 당시 일본에서는 카드뮴에 의해 뼛속 칼슘이 녹으면서 신장장애와 골연화증 등이 나타나는 이타이이타이병이 심각한 사회문제로 떠올라 환경오염 문제로 아연제련 공장들이 생산을 감축하거나 중단하고 있던 1968년 5월 석포제련소 건설 공사를 시작한 이래 성장을 거듭하였다.
1976년 6월 기업을 공개한 영풍상사는 1978년 1월 회사명을 영풍으로 바꾸고 1979년 1월 일본 진출을 위한 영풍JAPAN, 1980년 6월 기업이윤의 사회환원을 위하여 영풍문화재단, 1987년 5월 석포제련소 기술연구소를 설립하고 1988년 12월 런던 금속시장(London Metal Exchange)에 등록되어 세계 시장에서 아연괴 품질의 우수성을 인정받았다. 
2014년 환경단체의 조사와 이후 환경부의 조사 등을 통해 광범위한 환경오염이 밝혀지면서 논란이 있다. 환경부는 농축산업 오폐수로 인해 부영양화가 심각한 안동댐 상류 환경에 대한 40억 원 규모의 연구용역 중간 결과를 발표하면서 “영풍 석포제련소가 문제”라는 식의 입장을 밝혔다. 석포제련소는 측정대행업체와 공모해 실제로 측정된 수치를 조작하거나, 측정하지 않았는데도 측정한 것처럼 속이는 방법으로 2016년부터 3년간 1868건의 대기측정기록부를 측정대행업체 두 곳으로부터 허위 발급받은 사실과 먼지와 황산화물 농도 값을 배출허용 기준의 30% 미만으로 조작하게 해 2017~2018년 4차례에 걸쳐 기본배출 부과금을 면제받은 사실이 드러났다.

## 계열사
주요 계열사로는 영풍문고, 코리아써키트, 인터플렉스, 시그네틱스 등이 있다. 그룹 전체의 수익 면에서는 미미하나, 일반인들에게는 영풍문고가 가장 잘 알려진 계열사이다.

## 사업
영풍의 매출구성은 전자부품 57%, 제련 34%, 반도체 8% 가량으로 구성된다. 주요 사업인 아연 산업은 철강, 자동차, 가전, 전기, 건설산업등의 중요한 기초 소재 산업이다. 특히 당사의 대표적인 제품인 아연은 자동차 및 가전제품의 외장재와 건설용 철판재에 쓰이는 철강재의 부식 방지용 도금원료로 쓰이고 있다. 비철금속 산업은 원자재로서 중요성이 더욱 커지고 있는 산업으로 발전해 나가고 있다. 황산의 경우 아연괴 제련 과정중에 발생하는 황(S)성분을  제품화한 것으로써 화학공업의 중요한 기초소재의 하나로 비료, 섬유, 무기약품공업 및 금속제련, 제강, 제지, 식품공업등에 많이 사용되고 있다.
종속회사의 주요 사업내용은  전자 및 정보통신산업의 지속적인 성장에 따라 반도체 산업, 이동통신산업, 가전산업 분야의 국내·외 주요고객사에 첨단 PCB 공급 및 반도체 패키징등을 주목적 사업으로 하고 있다. 통신기기를 중심으로 하는 HDI 부문과 반도체 중심의 Package Substrate 부문으로 구분할 수 있다.
특히 스마트폰용 HDI와 메모리 모듈(Memory Module) 등은 세계적인 톱(Top) 생산기업에 공급하고 있으며, 영업력을 지속적으로 확대해 나가고 있다. 패키지 서브스트레이트(Package Substrate)의 경우 차세대 성장 동력인 만큼 지속적인 투자를 통하여 전용라인을 구축했으며, 기존의 BOC, CSP 제품에서 고부가 제품군인 FC-CSP, PoP,BGA SSD 등으로 제품군을 다변화하며 고객사 개발 및 해외 글로벌 업체로의 매출 확대와 이익 확보를 위해 전력을 다하고 있다.
또한 주문생산되는 제품 특성상 개발단계에서부터 공동연구에 적극 참여하고 있으며 이같은 공동연구로 80㎛ 초박형 Substrate (Ultra-thin substrate)를 세계 최초로 개발하는 등 기술개발 선도에 앞장서고 있다. 이 밖에도 대용량, 다기능화, 초박판화로 빠르게 진화하고 있는 첨단 전자산업분야의 요구에 대응할 수 있는 첨단 제품을 적극적으로 개발해 나가고 있다. 미주 및 동남아에 현지 인력을 운영하여 고객사 요구에 상시 대응체제를 구축하는 한편 첨단 기술력과 노하우를 바탕으로 신흥 글로벌 시장 개척을 위하여 적극적인 영업활동을 전개해 나가고 있다.